# Brachyta balcanica
Brachyta balcanica је инсект из реда тврдокрилаца (Coleoptera) и фамилије стрижибуба (Cerambycidae). Припада потфамилији Lepturinae.

## Распрострањење и станиште
Ова врста живи на Балканском полуострву, мада није бележена у свим балканским земљама. У Србији је до сада бележена само у Делиблатској пешчари и широј околини Ниша. Живи на ливадама и пропланцима који погодују биљки хранитељки.

## Опис
Brachyta balcanica је дугaчка 14—20 mm. Глава и груди су црни, покрилца жута са обично шест црних мрља. Антене су кратке.

## Биологија
Развиће ове врсте је непознато, али пошто се одрасли примерци налазе на божуру и у његовој близини, реална је претпоставка да је та биљка домаћин ове врсте. Одрасли инсекти се могу наћи од априла до јула.